# Pulwa
Die Pulwa (belarussisch Пульва) ist ein Fluss in Polen und im Rajon Kamjanez in Belarus.

## Geografie
Die Länge des Flusses beträgt 54 km, davon 42 km auf dem belarussischen Gebiet. Der Fluss entspringt südlich des Dorfs Nurzec (Gmina Boćki) in der polnischen Woiwodschaft Podlachien in der Mikroregion Wysoczyzna Drohiczyńska, fließt durch Prybugsker Ebene, durch die Stadt Wyssokaje und mündet 2 km südlich des Dorfes Stawy in den Westlichen Bug. Der Fluss ist auf der Länge von 18 km kanalisiert, von der Brücke beim Dorf Chmjali bis zur polnischen Grenze. Das Einzugsgebiet der Pulwa beträgt 535 km², davon sind 457 km² in Belarus.
Der größte Zufluss heißt Kazjorka.